# 渡辺修 (ゴルファー)
渡辺 修（わたなべ おさむ、1946年3月9日 - ）は、静岡県出身のプロゴルファー。

## 来歴
静岡県立三島南高等学校卒業。
19歳でゴルフを始め、1969年にプロ入りする。
1978年にはアジアサーキット・韓国オープンで3日目に8位に着け、関西オープンでは初日を井上久雄・川上実・寺田寿と並んでの8位タイ、日本プロでは初日を青木功・野辺地鼎・上野忠美・小林富士夫・金本章生・久保四郎・鷹巣南雄・高橋信雄と共に3アンダー69の4位タイでスタートした。
1979年の関西オープンでは初日を3アンダー69の2位でスタートし、2日目には島田幸作・林慎一・寺本一郎と並んでの6位タイに着けた。
1987年のデサント大阪オープンでは松井一・山本善隆と並んでの4位タイ、1988年の関西オープンでは杉原輝雄と並んでの4位タイ、1988年の千葉オープンでは泉川ピート・丸山茂樹・塩田昌宏・山本己沙雄と並んでの6位タイに入った。
1989年のミズノTOKYOオープンでは2日目に68をマークし、中瀬芳治・天野勝と並んで江本光の2位タイに着け、最終日は69で中瀬・江本・秋富由利夫を抑えて優勝。
1996年の第一生命カップシニアでは竹安孝博・松井利樹と並んでの9位タイに入り、1999年のフジサンケイクラシックを最後にレギュラーツアーから引退。
2000年の日本プロシニアでは天野・菊地勝司・野口裕樹夫と並んでの9位タイに入り、2014年の関西プロゴールドシニアでは安定したプレーで両日パープレーとし、古市忠夫・森本俊治との10番ホールでのプレーオフでバーディを獲って優勝。

## 主な優勝
レギュラー
- 1989年 - ミズノTOKYOオープン

シニア
- 2014年 - 関西プロゴールドシニア